# Stuivenberg (Mechelen)
Stuivenberg is een gehucht in de Antwerpse gemeente Mechelen.
Het gehucht bestaat voornamelijk uit een langgerekte lintbebouwing langs de Stuivenbergbaan, welke halverwege wordt doorsneden door de A1, waar de weg onderdoor loopt.
Ten noorden wordt het Stadsbos Stuivenberg aangelegd en ten zuiden vindt men het Vrijbroekpark. Westelijk van de autobaan vindt men in het noorden het natuurgebied Robbroek.
Aan Stuivenbergbaan 141 vindt men de Sint-Jakobskapel, een rooms-katholiek kerkgebouw in sober naoorlogs modernisme. Aan Stuivenbergbaan 135 bevindt zich een campus van het Busleyden Atheneum.
Mechelen-Noord · Mechelen-Zuid · Mechelen-Centrum · Tervuursesteenweg · Battel · Nekkerspoel · Arsenaal
Woonwijken buiten het centrum: Otterbeek · Katanga · Oud Oefenplein · Kauwendael · Galgenberg · Marokken (Schorsvelden) · Stuivenberg
Historische buitenwijken: Halfgalg · Geerdegem · Auwegem · Pennepoel · Nekkerspoel · Hanswijk · Zennegat